# Musique officielle de la Coupe du monde de la FIFA
Cet article regroupe les différents hymnes et musiques officiels utilisés par la FIFA lors de la Coupe du monde de football.

## Liste des musiques
| Coupe du Monde | Pays               | Hymne Official / Musique | Langue                            | Interprète(s)                                                               | Auteur(s) / Producteur(s)                                        |  |
| -------------- | ------------------ | --- | --------------------------------- | --------------------------------------------------------------------------- | ---------------------------------------------------------------- |  |
| 1962           | Chili              | El Rock del Mundial | Espagnole                         | Los Ramblers                                                                | Jorge Rojas Astorga                                              |  |
| 1966           | Angleterre         | World Cup Willie (Where in this World are We Going)                                                                                       | Anglais                           | Lonnie Donegan                                                              | Waka waka                                                        |  |
| 1970           | Mexique            | Fútbol México 70 | Espagnole                         | Los Hermanos Zavala                                                         | Roberto do Nascimento                                            |  |
| 1974           | Allemagne          | Futbol | Polonais                          | Maryla Rodowicz                                                             |                                                                  |  |
| 1978           | Argentine          | Anthem (Hymne Officiel) |                                   | Orchestre philharmonique de Buenos Aires                                    | Ennio Morricone                                                  |  |
| 1982           | Espagne            | Mundial '82 | Espagnole                         | Plácido Domingo                                                             |                                                                  |  |
| 1986           | Mexique            | Hot Hot Hot (en) | Anglais                           | Arrow (en)                                                                  | Alphonsus Cassell Leston Paul                                    |  |
| 1986           | Mexique            | A Special Kind of Hero (en) | Anglais                           | Stephanie Lawrence (en)                                                     | Rick Wakeman                                                     |  |
| 1986           | Mexique            | El mundo unido por un balón | Espagnole                         | Juan Carlos Abara                                                           | Espagnole                                                        |  |
| 1990           | Italie             | Un'estate italiana (en) | Italien Anglais                   | Edoardo Bennato Gianna Nannini                                              | Edoardo Bennato Giorgio Moroder Gianna Nannini Tom Whitlock      |  |
| 1994           | États-Unis         | Gloryland (en) | Anglais                           | Daryl Hall Sounds of Blackness (en)                                         | Charlie Skarbek Rick Blaskey                                     |  |
| 1994           | États-Unis         | We Are the Champions | Anglais                           | Queen                                                                       |                                                                  |  |
| 1998           | France             | Carnaval De Paris (Hymne Officiel) |                                   | Dario G                                                                     |                                                                  |  |
| 1998           | France             | La Copa de la Vida (Musique officielle)                                                                                                   | Anglais Espagnole                 | Ricky Martin                                                                | Desmond Child Robi Rosa                                          |  |
| 1998           | France             | La Cour Des Grands | Français                          | Axelle Red Youssou'n'Dour                                                   |                                                                  |  |
| 1998           | France             | Hermes House Band - I Will Survive (Gloria Gaynor) [La La La] (Hymne officiel de l'Équipe de France de football à la Coupe du monde 1998) | Anglais                           | Gloria Gaynor                                                               | Dino Fekaris Freddie Perren                                      |  |
| 1998           | France             | Together Now (en) | Anglais Espagnole                 | Jean Michel Jarre Tetsuya Komuro                                            | Jean Michel Jarre Tetsuya Komuro Olivia Lufkin                   |  |
| 2002           | Corée du Sud Japon | Anthem (en) (Hymne Officiel) |                                   | Vangelis                                                                    | Vangelis / Takkyu Ishino                                         |  |
| 2002           | Corée du Sud Japon | Boom (en) (Musique officielle) | Anglais                           | Anastacia                                                                   | Anastacia Glen Ballard                                           |  |
| 2002           | Corée du Sud Japon | Vamos Al Mundial (Univision Version) | Espagnole                         | Jennifer Peña                                                               | Claudia Garcia                                                   |  |
| 2002           | Corée du Sud Japon | Let's Get Together Now (en) | Japonais Coréen                   |                                                                             |                                                                  |  |
| 2006           | Allemagne          | The Time of Our Lives (Musique officielle)                                                                                                | Anglais Espagnole                 | Il Divo featuring Toni Braxton                                              | Jörgen Elofsson Steve Mac                                        |  |
| 2006           | Allemagne          | Arriba, Arriba | Espagnole                         | Ana Barbara Mariana Seoane Anaís Martínez Pablo Montero                     |                                                                  |  |
| 2006           | Allemagne          | Zeit dass sich was dreht (Celebrate The Day) (en) (Hymne Officiel)                                                                        | Allemand Français Bambara Anglais | Herbert Grönemeyer featuring Amadou & Mariam                                | Herbert Grönemeyer                                               |  |
| 2006           | Allemagne          | Hips Don't Lie (Bamboo mix) | Anglais Espagnole                 | Shakira featuring Wyclef Jean                                               | Jerry Duplessis Omar Alfanno LaTavia Parker                      |  |
| 2010           | Afrique du Sud     | Sign of a Victory (en) (Hymne Officiel)                                                                                                   | Anglais                           | R. Kelly featuring Soweto Spiritual Singers                                 | R. Kelly                                                         |  |
| 2010           | Afrique du Sud     | Waka Waka (Musique officielle) | Anglais Espagnole Fang            | Shakira featuring Freshlyground                                             | Shakira Freshlyground                                            |  |
| 2010           | Afrique du Sud     | Wavin' Flag (Coca-Cola promotional anthem)                                                                                                | Anglais Espagnol                  | K'Naan David Bisbal                                                         |                                                                  |  |
| 2014           | Brésil             | Dar um Jeito (We Will Find a Way) (en) (Hymne Officiel)                                                                                   | Anglais Portugais Espagnole       | Carlos Santana featuring Wyclef & Avicii & Alexandre Pires                  | Alexandre Pires Tim Bergling Wyclef Jean                         |  |
| 2014           | Brésil             | We Are One (Ole Ola) (Musique officielle)                                                                                                 | Anglais Portugais Espagnole       | Pitbull featuring Jennifer Lopez & Claudia Leitte                           | Jennifer Lopez Claudia Leitte Pitbull                            |  |
| 2014           | Brésil             | Tatu Bom de Bola (Musique de la mascotte officiel)                                                                                        | Portugais                         | Arlindo Cruz                                                                | Arlindo Cruz                                                     |  |
| 2014           | Brésil             | La La La (Brasil 2014)(2ème Musique officielle)                                                                                           | Anglais Portugais Espagnole       | Shakira featuring Carlinhos Brown                                           | Shakira Carlinhos Brown Lukasz Gottwald Max Martin Henry Walter. |  |
| 2018           | Russie             | Live It Up (Musique officielle) | Anglais Espagnole                 | Nicky Jam featuring Will Smith & Era Istrefi                                | Will Smith, Nicky Jam, Era Istrefi                               |  |
| 2018           | Russie             | Colors (Coca-Cola promotional anthem) | Anglais Portugais Espagnole       | Si Lemhaf, Abdelhafid Douzi, Tamer Hosny, Lizha James, Maluma, Jason Derulo |                                                                  |  |
| 2018           | Russie             | Ramenez la coupe à la maison | Française                         | Vegedream                                                                   | Ken Bora, Sachtela Evrard Djedje                                 |  |
| 2018           | Russie             | Mondial | Française Anglais                 | Tal                                                                         |                                                                  |  |
| 2022           | Qatar              | Hayya Hayya (Better Together) (Musique officielle)                                                                                        | Anglais                           | Trinidad Cardona, Davido, Aisha                                             |                                                                  |  |
| 2022           | Qatar              | Arhbo (2ème Musique officielle) | Espagnole, Français, Anglais      | Gims, Ozuna                                                                 | RedOne                                                           |  |
| 2022           | Qatar              | Tukoh taka (3ème Musique officielle) | Anglais, Espagnol, Arabe          | Nicki Minaj, Maluma, Myriam Fares                                           |                                                                  |  |
| 2022           | Qatar              | Dreamers (4ème Musique officielle) | Anglais, Arabe                    | Jeon Jungkook (BTS), Fahad Al Kubaisi                                       |                                                                  |  |